# Championnats d'Europe juniors de natation 2019
Navigation
Édition précédente Édition suivante
Les Championnats d'Europe juniors de natation 2019 se déroulent à Kazan, en Russie, du 3 au 7 juillet 2019.

## Podiums

### Garçons
| Épreuves             | Or                                                                                       | Argent                                                                                     | Bronze                                                                                      |
| -------------------- | ---------------------------------------------------------------------------------------- | ------------------------------------------------------------------------------------------ | ------------------------------------------------------------------------------------------- |
| Nage libre           |                                                                                          |                                                                                            |                                                                                             |
| 50 m                 | Artem Selin 21 s 83                                                                      | Kenzo Simons 22 s 10                                                                       | Vladyslav Bukhov 22 s 37                                                                    |
| 100 m                | Matthew Richards 48 s 88                                                                 | Robin Hanson 49 s 05                                                                       | Vladyslav Bukhov 49 s 25                                                                    |
| 200 m                | Robin Hanson 1 min 46 s 93                                                               | Matthew Richards 1 min 47 s 23                                                             | Antonio Djakovic 1 min 47 s 26                                                              |
| 400 m                | Antonio Djakovic 3 min 47 s 89                                                           | Aleksandr Egorov 3 min 48 s 28                                                             | Robin Hanson 3 min 50 s 53                                                                  |
| 800 m                | Ilia Sibirtsev 7 min 52 s 83 CR                                                          | Aleksandr Egorov 7 min 53 s 34                                                             | Sven Schwarz 7 min 53 s 74                                                                  |
| 1 500 m              | Kirill Martynychev 15 h 1 min 59 s CR                                                    | Ilia Sibirtsev 15 h 8 min 57 s                                                             | Sven Shwarz 15 h 9 min 41 s                                                                 |
| Papillon             |                                                                                          |                                                                                            |                                                                                             |
| 50 m                 | Noè Ponti 23 s 48 CR                                                                     | Luca Nik Armbruster 23 s 49                                                                | Andreï Minakov 23 s 66                                                                      |
| 100 m                | Andreï Minakov 51 s 66                                                                   | Josif Miladinov 52 s 11                                                                    | Luca Nik Armbruster 52 s 54                                                                 |
| 200 m                | Igor Troyanivs'kyy 1 min 57 s 86                                                         | Mark Torok Dominik 1 min 58 s 79                                                           | Adam Hloben 1 min 58 s 90                                                                   |
| Dos                  |                                                                                          |                                                                                            |                                                                                             |
| 50 m                 | Thomas Ceccon 25 s 24                                                                    | Nikolai Zuev 25 s 29                                                                       | Pavel Samusenko 25 s 59                                                                     |
| 100 m                | Thomas Ceccon 54 s 13                                                                    | Nikolai Zuev 54 s 40                                                                       | Jan Cejka 54 s 47                                                                           |
| 200 m                | Jan Cejka 1 min 57 s 51                                                                  | Mewen Tomac 1 min 58 s 31                                                                  | Egor Dolomanov 1 min 59 s 21                                                                |
| Brasse               |                                                                                          |                                                                                            |                                                                                             |
| 50 m                 | Vladislav Gerasimenko 27 s 77                                                            | Archie Goodburn 27 s 89                                                                    | Arkadios-Geor Aspougalis 28 s 16                                                            |
| 100 m                | Aleksandr Zhigalov 1 min 0 s 75                                                          | Caspar Corbeau 1 min 0 s 77                                                                | Demirkan Demir 1 min 0 s 84                                                                 |
| 200 m                | Aleksandr Zhigalov 2 min 11 s 25                                                         | Caspar Corbeau 2 min 11 s 41                                                               | Léon Marchand 2 min 12 s 17                                                                 |
| 4 nages              |                                                                                          |                                                                                            |                                                                                             |
| 200 m                | Apóstolos Papastámos 1 min 59 s 93                                                       | Ron Palonsky 1 min 59 s 98                                                                 | Gal Cohen Groumi 2 min 0 s 48                                                               |
| 400 m                | Apóstolos Papastámos 4 min 15 s 18                                                       | Ilya Borodin 4 min 17 s 09                                                                 | Léon Marchand 4 min 17 s 22                                                                 |
| Relais               |                                                                                          |                                                                                            |                                                                                             |
| 4 × 100 m nage libre | Russie Andreï Minakov Arseniy Chivilev Aleksandr Shchegolev Egor Pavlov 3 min 18 s 48    | Italie Stefano Nicetto Thomas Ceccon Giovanni Caserta Mario Nicotra 3 min 18 s 54          | Grande-Bretagne Archie Goodburn Edward Mildred Matthew Richards Jacob Whittle 3 min 19 s 88 |
| 4 × 200 m nage libre | Russie 7 min 16 s 49                                                                     | Allemagne 7 min 18 s 31                                                                    | Hongrie 7 min 21 s 61                                                                       |
| 4 x 100 m 4 nages    | Russie Nikolai Zuev Aleksandr Zhigalov Andreï Minakov Aleksandr Shchegolev 3 min 35 s 97 | Italie Thomas Ceccon Emiliano Tomasi Claudio Antonino Faraci Stefano Nicetto 3 min 37 s 63 | Turquie Mert Ali Satir Demirkan Demir Emir Simsek Baturalp Unlu 3 min 42 s 76               |

### Filles
| Épreuves             | Or | Argent | Bronze |
| -------------------- | --- | --- | --- |
| Nage libre           | | | |
| 50 m                 | Costanza Cocconcelli 25 s 25 | Isabel Marie Gose 25 s 30                                                                                       | Ekaterina Nikonova 25 s 33                                                                                     |
| 100 m                | Isabel Marie Gose 54 s 86 | Maya Tobehn 55 s 21                                                                                             | Aleksandra Sabitova 55 s 38                                                                                    |
| 200 m                | Isabel Marie Gose 1 min 57 s 51 CR                                                                                                 | Polina Nevmovenko 1 min 58 s 94                                                                                 | Maya Tobehn 1 min 59 s 72                                                                                      |
| 400 m                | Isabel Marie Gose 4 min 7 s 96 | Giulia Salin 4 min 10 s 13                                                                                      | Yana Kurtseva 4 min 10 s 26                                                                                    |
| 800 m                | Giulia Salin 8 min 29 s 19 CR | Beril Boecekler 8 min 34 s 56                                                                                   | Yana Kurtseva 8 min 39 s 82                                                                                    |
| 1 500 m              | Giulia Salin 16 min 13 s 59 | Beril Boecekler 16 min 21 s 39                                                                                  | Viktória Mihályvári-Farkas 16 h 26 min 3 s                                                                     |
| Papillon             | | | |
| 50 m                 | Anastasiya Shkurdai 26 s 23 | Naële Portecop 26 s 29                                                                                          | Costanza Cocconcelli 27 s 03                                                                                   |
| 100 m                | Anastasiya Shkurdai 57 s 39 CR | Aleksandra Sabitova 59 s 27                                                                                     | Helena Biasibetti 59 s 69                                                                                      |
| 200 m                | Blanka Berecz 2 min 9 s 80 | Fanni Fabian 2 min 9 s 97                                                                                       | Laura Lahtinen 2 min 11 s 14                                                                                   |
| Dos                  | | | |
| 50 m                 | Daria Vaskina 27 s 82 CR | Anastasia Gorbenko 28 s 21                                                                                      | Costanza Coccocelli 28 s 55                                                                                    |
| 100 m                | Daria Vaskina 1 min 0 s 17 | Erika Francesca Gaetani 1 min 1 s 62                                                                            | Rafaela Gomes Azevedo 1 min 1 s 85                                                                             |
| 200 m                | Erika Francesca Gaetani 2 min 10 s 28                                                                                              | Honey Osrin 2 min 10 s 30                                                                                       | Anastasiya Shkurdai 2 min 11 s 84                                                                              |
| Brasse               | | | |
| 50 m                 | Benedetta Pilato 30 s 16 CR | Kotryna Teterevkova 31 s 20                                                                                     | Anastasia Makarova 31 s 26                                                                                     |
| 100 m                | Kayla van der Merwe 1 min 7 s 12                                                                                                   | Anastasia Makarova 1 min 7 s 30                                                                                 | Evgeniia Chikunova 1 min 7 s 63                                                                                |
| 200 m                | Evgeniia Chikunova 2 min 23 s 06                                                                                                   | Anastasia Makarova 2 min 26 s 06                                                                                | Kayla van der Merwe 2 min 26 s 55                                                                              |
| 4 nages              | | | |
| 200 m                | Zoe Vogelmann 2 min 13 s 78 | Anastasia Gorbenko 2 min 13 s 81                                                                                | Lea Polonsky 2 min 14 s 29                                                                                     |
| 400 m                | Alba Vazquez Ruiz 4 min 40 s 64 | Viktória Mihályvári-Farkas 4 min 41 s 32                                                                        | Katie Shanahan 4 min 43 s 36                                                                                   |
| Relais               | | | |
| 4 × 100 m nage libre | Allemagne Zoe Vogelmann Lena Riedemann Isabel Marie Gose Maya Tobehn 3 min 41 s 24 CR                                              | Russie Aleksandra Sabitova Polina Nevmivenko Elizaveta Ryndych Ekaterina Nikonova 3 min 42 s 81                 | France Oceane Carnez Lucile Tessariol Lison Nowaczyk Celia Pinsolle 3 min 43 s 50                              |
| 4 × 200 m nage libre | Russie Aleksandra Bykova Yana Kurtseva Ekaterina Nikonova Polina Nevmonenko Margarita Varulnikova Aleksandra Khailova 8 min 1 s 62 | Grande-Bretagne Freya Colbert Tamryn Van Selm Emma Russell Mia Slevin Honey Osrin Lauren Wetherell 8 min 3 s 77 | Allemagne Zoe Vogelmann Maya Tobehn Rosalie Kleyboldt Isabel Gose Marlene Sandberg Giulia Goerigk 8 min 3 s 99 |
| 4 × 100 m 4 nages    | Russie Daria Vaskina Anastasia Makarova Aleksandra Sabitova Ekaterina Nikonova 4 min 1 s 83                                        | Italie Erika Francesca Gaetani Benedetta Pilato Helena Biasibetti Costanza Cocconcelli 4 min 5 s 66             | Grande-Bretagne Pia Murray Kayla van der Merwe Maisie Elliott Evelyn Davis 4 min 6 s 48                        |

### Mixtes
| Épreuves             | Or                                                                                       | Argent                                                                                          | Bronze                                                                                              |
| -------------------- | ---------------------------------------------------------------------------------------- | ----------------------------------------------------------------------------------------------- | --------------------------------------------------------------------------------------------------- |
| 4 × 100 m nage libre | Allemagne Rafael Miroslaw Artem Selin Maya Tobehn Isabel Marie Gose 3 min 28 s 43 CR     | Russie Andreï Minakov Aleksandr Shchegolev Aleksandra Sabitova Ekaterina Nikonova 3 min 29 s 12 | Italie Stefano Nicetto Thomas Ceccon Maria Ginevr Masciopinto Emma Virginia Menicucci 3 min 30 s 12 |
| 4 x 100 m 4 nages    | Russie Daria Vaskina Aleksandr Zhigalov Andreï Minakov Aleksandra Sabitova 3 min 49 s 13 | Allemagne Lukas Märtens Magadalena Heimrath Luca Nik Armbruster Maya Tobehn 3 min 52 s 22       | Turquie Mert Ali Satir Demirkan Demir Aleyna Ozkan Gizem Guvenc 3 min 52 s 35                       |